# Municipio de Zacazonapan
El municipio de Zacazonapan es uno de los 125 municipios del Estado de México, se trata de una comunidad principalmente rural que tiene una superficie de 67,106 km² y cuya cabecera municipal es la población homónima de Zacazonapan. Limita al norte con Otzoloapan y Valle de Bravo; al sur con Temascaltepec, Tejupilco y Luvianos; al este con Valle de Bravo y Temascaltepec; y al oeste con Luvianos y Otzoloapan. Según el censo del 2010 tiene una población total de 4051 habitantes.

## Toponimia
Citando a Cecilio Robelo (Nombres geográficos indígenas del Estado de Mexico : estudio crítico etimológico): «Zacazonapa. — El Sr. Olaguíbel, sin descomponer la palabra, traduce: "Agua donde hay zacates." Es errónea la traducción. El nombre mexicano es Zacatzonapa, ó más propiamente, Zacatzonteapa, que se compone de zacatzontetl, césped, de atl, agua, y de pa, en; y significa: "En agua de céspedes."» Más exactamente, "agua donde hay césped"; de zacatzontetl (césped; de zácatl: pasto y tzóntetl: duro, rebelde) y apan (en el agua; de atl: agua y -pan: en / sobre).